# القمح في مصر
يتناول هذا المقال تاريخ زراعة وإنتاج القمح في مصر.

## الزراعة
تحتل مصر المركز السابع عشر بين دول العالم في مستوى إنتاجية الوحدة المنزرعة من القمح ولا يسبقها في هذا المجال سوى الدول التي يطول فيها موسم زراعة القمح مثل ألمانيا، فرنسا، هولندا، إنجلترا، حيث يقرب العشرة شهور كما تتميز بالمناخ البارد والذي يعطى الحبة الفرصة كاملة للتكوين وجودة الامتلاء وتمثل مقاومة الأمراض جواز المرور لاعتماد أي صنف وفي حالة حساسيته للإصابة لا يوصى به مهما كان مستوى إنتاجه.

## الإنتاج
نتيجة للتعاون المستمر بين المزارعين ومسئول الأمراض أصبح هناك إيجابيات ملموسة في إنتاج أصناف قمح عالية الإنتاجية ولديها مستوى جيد لمقاومة الأمراض تحت الظروف المصرية. ولكن نظراً لتعدد تراكيب القمح الوراثية المنزرعة والتغيرات المناخية الملحوظة والطرق الزراعية المستحدثة أوجد كل ذلك شيئا من الخلل في التوازن بين المسببات المرضية والتراكيب الوراثية المنزرعة (ليس ذلك في مصر وحدها ولكن في كثير من دول العالم) كما دفعت مسببات الأمراض إلى استحداث تراكيب وراثية جديدة (عزلات – سلالات) لها قدرات مرضية عالية عن سابقتها مما تسبب عنه كسر مقاومة كثير من الأصناف المنزرعة.

### أصناف القمح
يوضح الجدول التالي أصناف القمح المزروعة في مصر ومناطق زراعتها، ونوعية التربة وكمية المياه المناسبة لكل صنف، مواعيد زراعة القمح في الفترة من 15 - 30 نوفمبر.
| الصنف                 | مناطق الزراعة                                                                                     |
| --------------------- | ------------------------------------------------------------------------------------------------- |
| سخا 93                | جميع محافظات مصر وفي الأراضي الملحية                                                              |
| سخا 94، جيزة 168      | جميع محافظات مصر                                                                                  |
| جميزة 7               | محافظات الوجه البحرى والجيزة والفيوم والأراضى الجديدة التابعة لها                                 |
| جميزة 9               | محافظات الوجه البحرى والجيزة والأراضى الجديدة التابعة لها ماعدا الملحية والتي تعانى من نقص المياه |
| جميزة 10              | محافظات الوجه البحرى والجيزة والفيوم                                                              |
| سدس1 وسدس12           | محافظات مصر الوسطى والعليا وجنوب الوادى ويمكن زراعته في الاراضى الملحية التابعة لهذه المناطق      |
| بنى سويف1، 3، 4، 5، 6 | محافظات مصر الوسطى والعليا وجنوب الوادى                                                           |
| سوهاج3                | محافظات مصر العليا بدءا من أسيوط وسوهاج وجنوب الوادي                                              |
| مصر1                  |                                                                                                   |
| مصر2                  |                                                                                                   |

### خدمة الأرض
- في الأراضي الجيرية: تحرث الأرض باستخدام المحراث الحفار وتسوى بالمحراث القرصى ثم تقسم إلى أحواض بمساحة 10×10 متر.
- في الأراضى الرملية: تحرث الأرض بالمحراث القرصى مرة واحدة أو بالمحراث الحفار وجهين متعامدين مع نقاوة الحشائش والتسوية الجيدة عند استخدام آلات التسطير.

### طرق الزراعة
- العفير بدار: وفيها تبذر التقاوى عقب الخدمة ثم تغطى جيدا ثم تقسم إلى أحواض صغيرة نسبيا لاحكام الرى في حالة الاراضى المروية بالغمر (ريا سطحيا)أو تترك بدون تقسيم في حالة الرى بالرش المحورى أو المتنقل أو الثابت.
- بآلة التسطير: تعاير السطارة بمعدل 60 كجم بذور للفدان وفي سطور على مسا فة 12.5 -13 سم وعمق زراعة 4-5 سم.
- الزراعة على مصاطب: وهي نوعان؛ الزراعة على مصاطب نقرا، والزراعة على مصاطب بدار. ومن مميزاتها ترشيد استهلاك المياه والسماد وتوفير ربع كمية التقاوى وزيادة كثافة وانتظام نمو النباتات وزيادة المحصول خاصة للزراعة على المصاطب بدار.

### معدل التقاوي
- 70 كجم تقاوى للفدان ------ في حالة الزراعة العفير بدار
- 85 كجم تقاوى للفدان ------- في حالة الزراعة الحراتى
- 60 كجم تقاوى للفدان------- عند استخدام آلات التسطير.

### التسميد
- الأسمدة العضوية: يضاف للفدان 20م³ سماد بلدى بما يعادل 200 غبيط ينثر على الحقل ويخلط جيدا بالتربة عند الخدمة ويفضل كمر السماد قبل استخدامه لمدة 6 شهور.ويزيد السماد البلدي من قدرة الأرض على الاحتفاظ بمياه الري والعناصر الغذائية في الأراضي الرملية.

لا يوصى باستعمال سماد اليوريا في الاراضى الجديدة. يتم إضافة السماد الآزوتى في الأراضى الجيرية التي تروى بالغمر على ثلاث دفعات عند الزراعة، وعند رية المحاياه (بعد 20 25 يوما من الزراعة)، والثالثة بعد 25 يوماً من الدفعة الثانية على ان يتم الانتهاء منها بعد حوالى 60 يوما من الزراعة على الأكثر.

### الري
نظراً لقلة احتفاظ الأراضي الجديدة عامة والاراضى الرملية خاصة بمياه الرى فان تلك الاراضى تحتاج إلى فترات ري متقاربة وفي الأراضي الرملية يراعى إعطاء رية بعد حوالى يوم واحد من رية الزراعة لضمان توفير الرطوبة الكافية للإنبات وقد تتكرر الريات اليومية حتى ظهور البادرات مع ضرورة الاهتمام بعدم تعطيش النبات طول فترات النمو وحتى الحصاد، ويروى القمح في الاراضى الرملية على فترات من 4-5 أيام ويتحدد عدد الريات وزمن الرية الواحدة حسب عمر النبات وتصريف الرشاش والظروف الجوية وفي الاراضى الجيرية التي تروى بنظام الغمر يحتاج القمح إلى 7 ريات خلال الموسم مع عدم تأخير رية المحاياه عن (20-25) يوما ويوالى الرى بعد ذلك كل 15-20 يوما مع مراعاة عدم الرى أثناء هبوب الرياح بعد طرد السنابل.

### الحصاد
يتم إيقاف الرى بعد وصول الحقل إلى النضج الفسيولوجى والذي يعرف باصفرار السلامية العليا الحاملة للسنبلة في 50% من الحقل. ويبدأ الحصاد في أواخر شهر أبريل وأوائل مايو ويجب ان يتم الحصاد بعد النضج التام للحقل والذي يتميز باصفرار السلامية العليا الحاملة للسنبلة ويكون الحصاد أما في الصباح الباكر أو قبل الغروب حتى لا يحدث فرط للحبوب أو تكسير للسنابل مع تقليل الفاقد بالعناية بعمليات النقل والدراس.

## الاستيراد
| الدولة | 2003/04 | 2004/05 | 2005/06 | 2006/07 | 2007/08 يوليو | 2007/08 أغسطس |
| ------ | ------- | ------- | ------- | ------- | ------------- | ------------- |
| مصر    | 7,295   | 8,150   | 7,771   | 6,700   | 7,000         | 7,000         |

## أمراض القمح في مصر

### الأمراض
تظهر في مصر بوضوح مرض الصدأ الأصفر ويليه صدأ الأوراق على أصناف قمح الخبز ثم صدأ الساق على أصناف القمح القاسي. ويستلزم ذلك استمرارية العمل في البحث عن الأصول الوراثية المقاومة واختبار الآباء الموجودة والسلالات المحصولية المبشرة في المناطق التي يتواجد فيها مرض الصدأ الأصفر سنويا وبحالة وبائية وانتخاب المقاوم منها وإدخاله في برامج التربية وإستنباط أصناف عالية المحصول ومقاومة للأمراض والتعاون الدولى في هذا المجال مطلوب وله دور فعال.
ومن الفرضيات الثابتة أن مقاومة أي صنف ليس لها صفة الثبات المطلق ومن المعلوم مسبقا لدى المربى ومسئول الأمراض أن هذه المقاومة سيتم كسرها ولو بعد حين.ولكن نجاح أي فريق عمل يظهر في استنباط صنف عالى الإنتاجية وتكون له درجة مقاومة لها صفة الثبات لأطول مدة ممكنة لعد وجود تراكيب وراثية (سلالات) من المسبب المرضى يمكنها إصابة هذه الأصناف. ولكن بمجرد تكوين أو ظهور سلالات جديدة تتفوق عن سابقتها في قدرتها المرضية في هذه الحالة يمكنها إصابة هذه الأمراض عندئذ يحدث إحلال لأصناف جديدة لديها القدرة على مقاومة التراكيب الوراثية الموجودة في الفطر.
وسيظل الصراع قائم بين الباحث والمسبب المرضى إلى أن تقوم الساعة وهذه إرادة الخالق سبحانه وتعالى الذي أوجد كل شئ وله الشكر على كل شئ.
الأمراض والحشرات والتي تحسنت فيها إنتاجية كثير من المحاصيل الزراعية كما ونوعا ويأتى في مقدمتها محصول القمح.
ولكن وبالرغم من كل هذه الإنجازات إلا أن أمراض الأصداء والتفحم في القمح مازالت تشكل المانع الأول الذي يجب عبوره عند إستنباط الأصناف عالية الإنتاجية.ونظرا للنشاط المكثف في برامج التربية وتعدد التراكيب الوراثية المنزرعة على النطاق التجارى ليس في مصر وحدها ولكن في كثير من دول العالم وهى إحدى الأسباب التي تدفع وتحفز مسببات الأمراض إلى إعادة التشكيل الوراثى بها واستخدام سلالات مرضية جديدة قد تكون أكثر فعالية في قدرتها المرضية عن سابقتها خاصة لو توافرت لها الظروف المناخية المناسبة وإكتملت أضلاع المثلث المرضى.
وفي السنوات الأخيرة وتحت الظروف المصرية ونظرا لظهور العديد من التراكيب الوراثية لفطر مرض الصدأ الأصفر وكذا صدأ الورقة وصدأ الساق في الدول المجاوررة خاصة الشمالية أو الشمالية الشرقية والتي يصل منها اللقاح سنويا إلى مصر.
أصبح من الضرورى إمكان متابعة هذا التطور السريع للتراكيب الوراثية للمسببات المرضية بوضع البرامج الفعالة وتكاتف جهود العاملين في المجال البحثى والإرشادى والإنتاج وإعطاء الدعم اللازم لإنجاح هذه البرامج حتى نتجنب أي فاقد في محصول الغذاء الرئيسى في مصر والمحافظة على الإنجازات الجيدة التي تحققت.
وتحتل الإصابة بالمن المرتبة الأولى في الأهمية بالنسبة للآفات الحشرية لما لها من أضرار مباشرة على النبات وغير مباشرة كعامل ناقل لبعض الامراض الفيروسية.مع ملاحظة ظهور بعض المشاكل الحشرية في الأراضى الجديدة يلزم التنبيه إليها.

### الآفات والحشائش
تتم المكافحة المتكاملة للحشائش ذلك باستخدام أكثر من طريقة لمكافحة الحشائش في محصول القمح.

#### الطرق الزراعية
- الاهتمام بالحرث وإعداد مهد جيد للتقاوى والزراعة بتقاوى نظيفة خالية من بذور الحشائش وبالمعدل الموصى به في الميعاد المناسب.
- إتباع دورة زراعية يتخللها محصول البرسيم الذي يسبق القمح في الموسم الشتوى السابق.
- الزراعة بالطريقة الحراتى في الاراضى الموبوءة بالحشائش.
- تفضل الزراعة بالتسطير الميكانيكى أو اليدوى للتعرف بسهولة على الحشائش بين السطور ومكافحتها.

#### الطرق الميكانيكية
وتتم بالنقاوة اليدوية للحشائش ويفضل إجراء ذلك خلال الفترة المبكرة لنمو النبات خلال 30-60 يوما من الزراعة. وتجرى النقاوة اليدوية عادة مرتان الأولى بعد 30 يوما والثانية بعد 45 يوما من الزراعة.

#### الطرق الكيميائية
وتكون باستخدام العديد من المبيدات الحشرية التي يوصى بها المختصون.

### مكافحة الآفات الحشرية والأمراض الفطرية
هناك بعض الآفات الحشرية التي تمثل خطرا على محصول القمح منها (حشرة المن ـ الفئران ـ العصافيرـ القواقع والبزاقات) وكذلك بعض الأمراض الفطرية مثل أمراض الأصداء خاصة الصدأ الأصفر وجميع هذه الآفات والأمراض يتم مكافحتها حسب توجيهات المختصين.